# Шейкино (Куньїнський район)
Шейкино (рос. Шейкино) — присілок в Куньїнському районі Псковської області Російської Федерації.
Населення становить 356 осіб. Входить до складу муніципального утворення Куньїнська волость.

## Історія
Від 2015 року входить до складу муніципального утворення Куньїнська волость.

## Населення
| 2001 | 2002 | 2010 |
| ---- | ---- | ---- |
| 455  | ↘425 | ↘356 |